# Bornu
Bornu er et område i Vestafrika, med tyngdepunkt sydvest for Tchad-søen. Den centrale del af det gamle Bornurige ligger i den nuværende nigerianske delstat Borno.
Bornus historie går tilbage til 900-tallet. Riget blev muslimsk i 1100-tallet og spillede en rolle som formidler af den muslimske kultur til andre dele af Vestafrika. I 1894 blev Bornu erobret af den arabiske slavehandler Rabah Zubayr, som i 1900 faldt i et slag mod franskmændene. I 1902 blev Bornu delt mellem Frankrig, Tyskland og Storbritannien. Sidstnævnte kolonimagt fik den største del og overtog i 1919 også den tyske del, som en del af Kamerun-mandatet. Emiren af Bornu residerer fortsat i Yerwa, og er officielt anerkendt som Nigerias næst vigtigste muslimske leder efter sultanen af Sokoto.